# Creem
A CREEM havonta megjelenő amerikai zenei magazin, öndefiníciója szerint „Amerika egyetlen rock’n’roll magazinja”. 1969-ben alapította Barry Kramer és Tony Reay, 1988-ban pedig megszüntették. Fontos magazinnak számított a maga idejében, Lester Bangs, a híressé váló kritikus itt kezdte el a pályafutását, és punk fogalmat is az újság vezette be 1971-ben. Elsők között kezdtek foglalkozni a punk és new wave együttesekkel, messze a konkurenciát megelőzve. A heavy metal jelölést szintén ebben az újságban használták először.